# Пенинга
Пе́нинга (карел. Pieninkä) — река в России, протекает по Муезерскому району Карелии.
Вытекает из озера Пенинга, протекает через озеро Нижнее. Впадает в Лексозеро. Длина реки составляет 44 км, площадь водосборного бассейна 476 км².

## Притоки
(от истока к устью)
- В 40 км от устья, по правому берегу реки впадает река Хауге (с притоком реки Элин).
- Хауге-Пераламби (правый)
- Хангеоя (правый)
- В 19 км от устья, по правому берегу реки впадает река Конди.

К бассейну Пенинги относятся озёра:
- Пенинга (исток Пенинги)
- Нижнее (протекает река Пенинга)
- Аланиярви
- Пертиярви
- Келарви

## Данные водного реестра
По данным государственного водного реестра России относится к Балтийскому бассейновому округу, водохозяйственный участок реки — Реки Карелии бассейна Балтийского моря на границе РФ с Финляндией, включая оз. Лексозеро. Относится к речному бассейну реки Реки Карелии бассейна Балтийского моря.
Код объекта в государственном водном реестре — 01050000112102000010167.